# Alice Merton
Alice Merton (Fráncfort, Alemania; 13 de septiembre de 1993), es una cantante y compositora alemana-canadiense. Alcanzó popularidad con su sencillo, "No Roots".

## Biografía

### Infancia e inicios artísticos
Merton nació el 13 de septiembre de 1993 en Frankfurt, Alemania, de madre alemana y padre británico. La familia de Merton se mudó frecuentemente debido al trabajo de su padre, como consultor minero.
Cuando solo tenía tres meses, se mudó a Connecticut. Poco tiempo después, su familia se mudó de nuevo, esta vez a Oakville, Ontario, Canadá, donde fue criada hasta los trece años, aprendiendo a tocar piano clásico y cantando.
Luego de esto, su familia se trasladó nuevamente y esta vez, a Múnich.
El regreso de Merton a Alemania la llevó a aprender alemán, lo que le permitió hablar con su abuela alemana, a quien solo veía una vez al año. Mientras estaba en Alemania, Merton escribió su primera canción y asistió a una escuela secundaria antes de graduarse y mudarse a Inglaterra.
Merton se mudó con frecuencia en su juventud, viviendo en Oakville, Connecticut, Nueva York, Munich, Bournemouth, Londres, y Berlín, entre otras ciudades. Merton ha declarado que se ha sentido conectada con Canadá, Inglaterra, Alemania y Francia donde vivía su madre.
En 2013, comenzó sus estudios en el Popakademie Baden-Württemberg en Mannheim, donde obtuvo una licenciatura en composición y escritura de canciones, y conoció a los miembros de su futura banda.

### 2015-2016
Su primer trabajo fue en 2015 como cantante y compositora en el álbum "The Book of Nature" de la banda alemana Fahrenhaidt.
El 14 de noviembre de 2016, en Hamburgo ganó el "premio anual para la promoción de nuevos talentos" en la categoría "Pop acústico".
Después de mudarse a Berlín, Alice y su mánager Paul Grauwinkel fundaron el sello discográfico Paper Plane Records International, y lanzaron la canción No Roots a finales de 2016. La letra de la canción se inspiró en su sentimiento de "no estar en casa en ningún lugar". En las listas de Hype Machine y Global Viral 50 de Spotify la canción alcanzó el número uno, y pronto fue incluida en las listas de Hit Play de varias estaciones de radio. La canción también apareció en el noveno episodio en la quinta temporada de la serie de televisión The Blacklist.

### 2017-2018
Sobre la base de este éxito, Merton lanzó oficialmente su primer EP, "No Roots", el 3 de febrero de 2017. Logrando buena aceptación, Vodafone Alemania incluso incluyó la canción en uno de sus comerciales.
El 2 de agosto de 2017 lanzó su segundo sencillo, "Hit the Ground Running" con su sello discográfico "Paper Plane Records Int".
El 10 de junio de 2017 actuó en el Life Ball en Viena, y terminó el año de gira por Alemania, apareciendo como acto de apertura para cantantes como Bosse y Philipp Poisel, entre otros.
A finales de 2017 ganó el European Border Breakers Awards.
El 7 de septiembre de 2018, Merton lanzó "Why So Serious", el primer sencillo de su álbum debut, "Mint". El segundo sencillo oficial es "Funny Business" lanzado el 30 de noviembre de este mismo año.

### 2019-presente

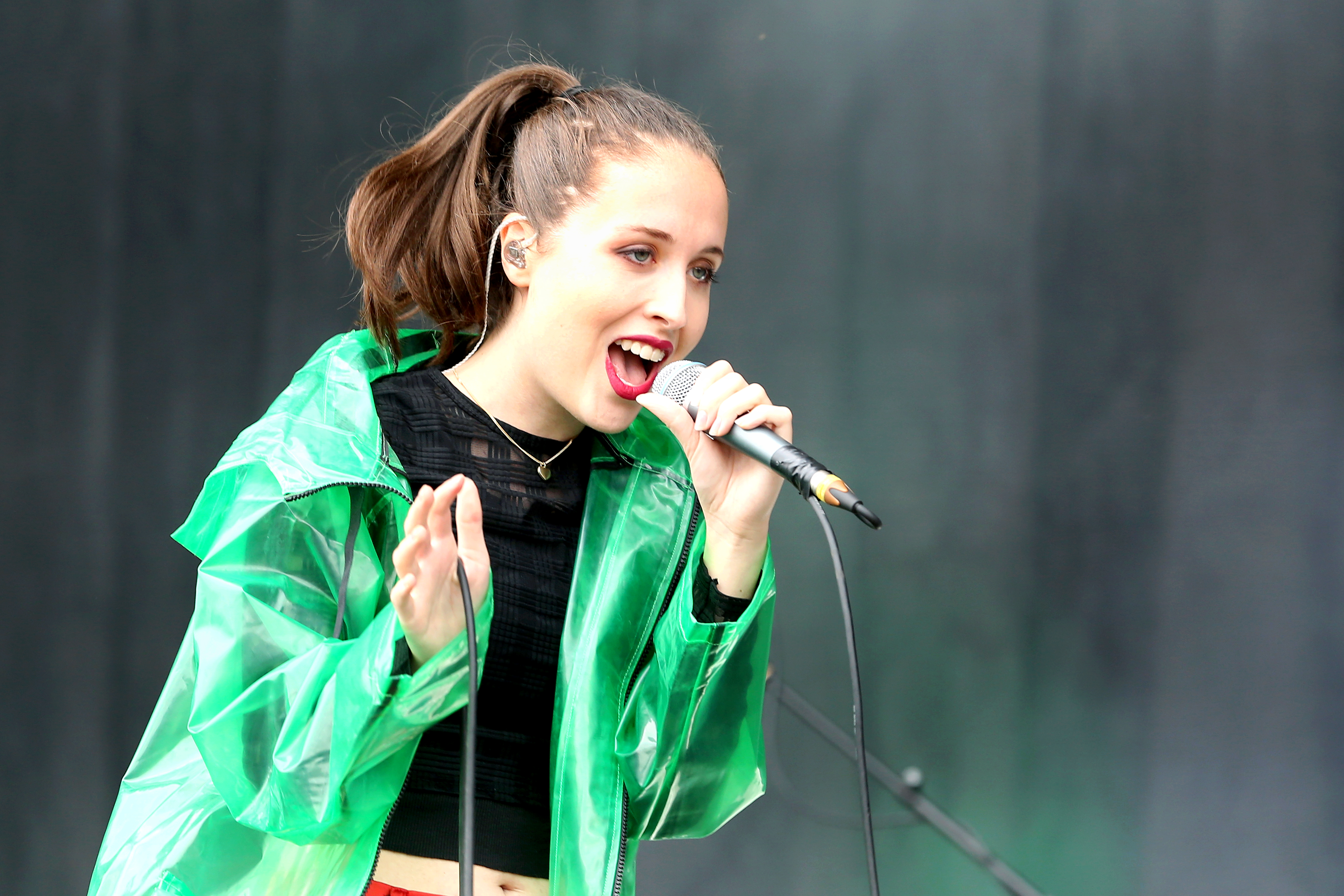
Alice Merton en vivo en el Southside Festival, 2019

El 15 de enero de 2019 lanzó el tercer sencillo de su álbum Mint, "Learn to Live".
El álbum fue lanzado el 18 de enero de 2019.
El 1 de febrero de 2019, Merton lanzó la primera parte del documental "Making of Mint" y anunció una gira de conciertos en Estados Unidos.
En 2019, Merton asumió el papel de entrenadora en la novena temporada de "The Voice of Germany", llevando a una de las concursantes, "Claudia Emmanuela Santoso" al triunfo, convitiendose en la primera entrenadora femenina en ganar en la historia del programa.

## Discografía

### Álbumes
- No Roots EP
- Mint
- S.I.D.E.S.

### Extended plays
- No Roots[26]

### Sencillos
- No Roots[27]
- Hit the Ground Running
- Lash Out
- Why So Serious
- Funny Business
- Learn to Live
- Easy
- vertigo (2021)
- run away girl (2024)